# Vostótxnaia
Vostótxnaia - Восточная (rus) - és una stanitsa del krai de Krasnodar, a Rússia. Es troba a la vora del riu Kirpili. És a 18 km al nord-est d'Ust-Labinsk i a 66 km al nord-est de Krasnodar.

## Història
El khútor Ladojski fou fundat en terres de Làdojskaia el 1879 com a part de l'otdel de Iekaterinodar de la província de Kuban. El 1912 rebé l'estatus de stanitsa i el seu nom actual, Vostótxnaia, en homenatge a la Guerra russojaponesa.